# Exivious
Exivious — музыкальный коллектив, исполняющий композиции в стиле инструментального джаз-фьюжн с элементами прогрессивного метала. Студийный альбом, вышедший в 2009 году, был выложен на официальный сайт группы и доступен целиком для свободного прослушивания. Сами участники называют свой стиль fusionmetal.
Вскоре после выхода второго студийного альбома Liminal (2013) на официальном сайте группы было сообщено о расформировании коллектива, а также появлении новой группы под названием Our Oceans в другом составе.

## Состав
- Тимон (гитара)
- Михель Нинхуис (гитара)
- Робин Цильхорст (бас-гитара)
- Стеф Брукс (ударные)

### Бывшие участники
- Ян Хеннингхейм (гитара)
- Иван Хендрикс (ударные)
- Франс Вербург (клавишные)
- Роб ван дер Ло (бас-гитара)

## Дискография
- 2001 — Demo
- 2002 — Exivious (demo)
- 2009 — Exivious
- 2013 — Liminal